# 리천하오
리천하오(중국어: 李晨浩, 병음: Lǐ Chénhào, 한자음: 이신호, 1988년 10월 18일 ~ )는 중국의 배우이다. 랴오닝성 충칭 시 출신.

## 출연 작품
- 특수부대: 스카이 헌터
- 드래곤 헌터 트레져